# Вызов Лесси
«Вызов Лесси» — американская драма режиссёра Ричарда Торпа, выпущенная 31 октября 1949 на студии Metro-Goldwyn-Mayer (MGM) . Это был пятый фильм с участием колли по имени Пэл в главной роли и четвёртый и последний фильм о Лесси, в котором Дональд Крисп будет играть главную роль.
Фильм основан на книге «Грейфраерс Бобби» Элеоноры Эткинсон, которая в свою очередь основана на реальных событиях. Через двенадцать лет после главной роли в «Вызов Лесси», Крисп будет играть главную роль в другом фильме по роману «Грейфрайерс Бобби: Подлинная история собаки».

## Сюжет
События, показанные в фильме, происходят в Шотландии в 1860 году. Джок Грей, хозяин колли по кличке Лесси, убит разбойниками в Эдинбурге. После его смерти, собака постоянно находится у могилы своего хозяина на церковном кладбище Грейфрайерс, что является нарушением местных законов о собаках. В оригинальном романе, главным героем был Скай терьер, по кличке Бобби, а его хозяин умер от пневмонии.
Джок Грей воспитал колли Лесси, ставшую замечательной овчаркой и компаньоном. Когда его до смерти избили грабители, Лесси бодрствует над его могилой и отказывается позволить кому бы то ни было стать её хозяином. Тем не менее, закон требует, чтобы все собаки были на поводке и имели хозяина. В ситуации, когда у Лесси не было хозяина, могущего заплатить за её разрешение, а её единственным «домом» было кладбище у церкви, будущее Лесси было неопределенным.
Друг её покойного владельца Джон Трейл, его сын, студент юридического факультета, и кладбищенские сторожа стараются укрыть Лесси от ревностного сержанта полиции Дэви и городского судьи. Когда проблема была доведена до сведения начальства, они должны были идти в суд, чтобы умолять о жизни собаки перед лорд-мэром.

## В ролях
- Дональд Крисп — Джок Грей
- Эдмунд Гвенн — Джон Трейл
- Джеральдин Брукс — Сьюзен Браун
- Реджинальд Оуэн — сержант Дэви
- Алан Уэбб — Джеймс Браун
- Росс Форд — Уильям Трейл
- Генри Стивенсон — сэр Чарльз Лоринг
- Алан Напье — лорд-мэр
- Сара Элгуд — миссис Макфарланд
- Эдмунд Бреон — судья
- Артур Шилд — доктор Ли
- Ламсден Харе — мистер Макфарленд
- Лесси — Лесси

В титрах не указаны
- Чарльз Ирвин — сержант-майор
- Вернон Даунинг — солдат
- Мэтью Болтон — мясник
- Гордон Ричардс — констебль
- Джеймс Финлейсон — газетный корреспондент
- Гарри Кординг — Адам, кузнец

## Релиз
«Вызов Лесси» был выпущен на VHS 15 июля 1997 года в рамках серии «Коллекция Лесси». Эта версия была в складной коробке с изображением на обложке Джеральдин Брукс с Лесси. Вторая версия VHS была выпущена 1 сентября 1998 с изображением Дональда Криспа и Лесси на обложке и в стандартном чехле. Обе версии в настоящее время не публикуются и никакая DVD версия не была выпущена, однако он регулярно появляется в эфире «Тернер Классические фильмы».